# Ambra Vallo
Ambra Vallo (Napoli, ...) è una ballerina classica italiana.

## Carriera
Diplomatasi in Belgio al "Ballet Royal des Flandres", ha vinto numerosi premi e concorsi internazionali di danza (Primo premio, "Luxemburg International Grand Prix"; Medaglia d'argento, Houlgate, Francia); in Italia, "Danza e danza" (Migliore ballerina, 2004), "Positano" (Premi della critica, 1991 e 2002), "Rieti" (Medaglia d'oro).
A soli diciotto anni è stata invitata da Vladimir Vasil'ev come ospite dal Teatro dell'Opera di Roma, inaugurando la stagione di balletto e le sono state consegnate le chiavi del Teatro.
Già prima ballerina a diciassette anni dell'"Opéra Royal de Wallonie", e, subito dopo, del "Ballet Royal des Flandres", è stata dal 1993 "solista pluriennale" e poi prima ballerina dell'English National Ballet, dove fu scelta da Rudol'f Nureev per il ruolo di Giulietta.
Ha danzato al Metropolitan Opera House di New York dove è stata la stella in una rara ricostruzione di balletti di Frederick Ashton (Ambra Vallo extraordinary) per Anna Kisselgoff sul New York Times.
È dal 2001 la più nota "Principal" (Prima ballerina) del Royal Ballet con sede a Birmingham.

## Riconoscimenti
Alla sua prima interpretazione di Giulietta ebbe l'onore di essere nominata in palcoscenico Prima Ballerina ricevendo i complimenti personali di Lady Diana presente in sala.
Molto amata dal pubblico inglese: è stata definita "diamante" dal Times (Debra Crain) e "ballerina di prima classe" da The Stage (Emma Manning). Indicata tra i mille personaggi più famosi del Regno Unito per eccezionali meriti artistici, culturali, scientifici o politici dal "Debrett's people of today".
All'Expo 2005, in Giappone, ha rappresentato l'Italia insieme a Roberto Bolle.
Nel 2009 riceve al teatro San Carlo, insieme a Gianluigi Aponte, Fabio Cannavaro ed altri "napoletani eccellenti nel mondo" il relativo premio dell'Unione industriali di Napoli dalle mani del Presidente del Consiglio Silvio Berlusconi.
Dancing Times, la principale rivista britannica di danza, le dedica la copertina di dicembre 2010.